# Kuniganahalli, Sakleshpur
Kuniganahalli là một làng thuộc tehsil Sakleshpur, huyện Hassan, bang Karnataka, Ấn Độ.